# Ungrateful
Ungrateful é o quarto álbum de estúdio da banda americana de rock Escape the Fate, lançado em 14 de maio de 2013 pela Eleven Seven. É o segundo álbum da banda produzido pelo produtor John Feldmann, o mesmo que produziu o segundo álbum da banda, This War Is Ours. Várias das faixas do álbum foram produzidas por Feldmann; no entanto, outras faixas foram produzidas pelo guitarrista solo, Monte Money.
É o único álbum que traz o irmão de Monte, Michael Money, como membro oficial na guitarra base e Thomas "TJ" Bell (ex-Motionless in White) no baixo. É também o primeiro álbum sem o baixista Max Green. Ungrateful também é o último álbum com os irmãos Monte e Michael Money nas guitarras. Monte e Michael deixaram a banda em outubro de 2013 e TJ Bell foi transferido para a guitarra base. O álbum foi lançado em 14 de Maio de 2013 pela Eleven Seven Music.

## Gravação
Desde o lançamento do terceiro álbum, Escape the Fate, a banda começou a escrever novo material para seu quarto álbum. A gravação começou em Fevereiro de 2012, após a gravação do projeto paralelo de Craig Mabbitt The Dead Rabbitts que terminou em Março. A banda anunciou o novo álbum em um post do Facebook em New Years Eve dizendo "Feliz Ano Novo. Nós amamos todos vocês. Ano que vem vai ter um novo álbum para todos vocês!". O guitarrista da banda, Monte, originalmente deixou sua turnê em 2011, porque ele não se sentia confortável perto de Max Green. Durante a sua ausência da turnê, gravou mais de uma centena de solos de guitarra demos para o álbum. Em Março de 2012, a banda anunciou que o baixista Max Green deixou a banda devido a diferenças musicais. Apesar da partida, Green permaneceu amigo com os membros da banda até onde ele mesmo assistiu um show por eles. Para substituir Green, a banda anunciou que o ex-membro do Motionless in White, TJ Bell, que já tinha estado em turnê com a banda desde o início de 2011 no lugar de Max, se tornou um membro oficial. Junto com isso, a banda também anunciou que o membro de turnê, Michael Money, tornou-se um membro oficial, tocando guitarra rítmica para a banda.
No Twitter, Mabbitt e TJ Bell revelarão que Patrick Stump está trabalhando com a banda para gravar uma nova faixa. Mais tarde foi confirmado o título da música "Paint", mas no álbum foi intitulada "Picture Perfect". Em uma entrevista, a banda falou sobre a música que escreveu com Mick Mars do Motley Crue. Mabbitt disse que, embora eles gostaram da música, eles não sentiam que era bom para eles, portanto, não iriam incluí-la no álbum.
A banda anunciou mais tarde que John Feldmann, que trabalhou com a banda em This War Is Ours, vai voltar a produzir o quarto álbum. Craig comentou que, por causa de Feldmann voltar a trabalhar com a banda, o som do álbum vai ser mais parecido com This War Is Ours e com alguns elementos do Escape the Fate.
Depois de completar sua turnê pela América do Sul, eles voltaram ao estúdio em Junho para continuar com o processo de gravação, e completaram o álbum em Setembro.
Em 17 de Dezembro de 2012, a banda lançou uma prévia de uma próxima música intitulada "Ungrateful", juntamente com a declaração oficial a respeito da Eleven Seven Music. Mabbitt comentou sobre a gravadora, dizendo: "Estamos entusiasmados por trabalhar com Allen e todas as pessoas da Eleven Seven Music e ter um parceiro Monstro conosco em 2013! Estamos felizes por receber merda rolando de novo e somos gratos por todos o nosso fãs que ficaram conosco durante este tempo de parada. Esperamos que todos estão prontos para ir em frente conosco em 2013. "Eleven Seven Music EVP Joe McFadden acrescentou: "Estamos muito animados por ter assinado com ESCAPE THE FATE. Fomos vê-los por algum tempo e agora estamos ansiosos para trabalhar com eles como eles definem o futuro do rock and roll."
O primeiro single do álbum Ungrateful, foi lançado em 12 de Fevereiro de 2013 no iTunes. Junto com o single, o álbum também está disponível para pré-encomenda, e está previsto para ser lançado em 14 de Maio de 2013.

## Singles e promoção
Para promover o álbum, a banda co-liderou a turnê This World Is Ours com a banda de metalcore Attack Attack!. Outras bandas na turnê incluem The Word Alive, Secrets, e Mest. A primeira parte da turnê foi na América do Norte, e começou em 5 de Abril de 2012 em Buffalo, Nova York, e terminou em Vancouver, Canadá, em 16 de Maio. Na turnê, a banda tocou uma nova música do quarto álbum intitulada "Live Fast, Die Beautiful" com Caleb Shomo ex-vocalista do Attack Attack! como vocalista convidado. Eles estavam inicialmente indo para uma segunda parte da turnê na América Central e América do Sul, a partir de 23 de Junho, em Curitiba, e que terminaria em 01 de Julho na Cidade do México, México, mas Attack Attack! anunciou que eles estavam cancelando-lo. Escape the Fate em seguida, anunciou que em vez disso, eles vão se juntar ao Underoath e Protest the Hero em uma outra turnê sul-americana, que começa em 26 de Maio, em Curitiba, e terminando em 30 de Maio, em Santiago, Chile.
O primeiro single, a faixa-título do quarto álbum, "Ungrateful", foi lançado em 12 de Fevereiro, a música foi disponibilizada de graça durante as primeiras 24 horas após a divulgação no site da Alternative Press, como um agradecimento aos fãs. Eles também gravaram um vídeo da música "Ungrateful" o vídeo foi lançado em 7 de Março de 2013 e fala sobre o Bullying, e dos ciclos de violência, o vídeo termina com a mensagem, "A violência é um ciclo vicioso que tem levado muitas vidas...". Isso é seguido com as fotos de seis adolescentes reais que morreram como resultado da violência e da intimidação, sendo um deles o caso de Amanda Todd. O vídeo termina com a declaração, "acabar com o ciclo agora". Em 18 de Março, o segundo, "You're Insane" foi disponibilizado para quem encomendou o álbum, e dia 1 de Abril de 2013 foi lançado o vídeo da música.
Em 29 de Abril, a banda transmitiu a música "Until We Die", através da Artistdirect. Para promover o álbum, a banda participou de vários festivais de música em 2013, incluindo o Rock on the Range, Rocklahoma, entre muitos outros.

## Faixas
Todas as músicas escritas e compostas por Escape the Fate.
| N.º            | Título                     | Duração |  |
| 1.             | "Ungrateful"               | 3:25    |  |
| 2.             | "Until We Die"             | 4:26    |  |
| 3.             | "Live Fast, Die Beautiful" | 3:52    |  |
| 4.             | "Forget About Me"          | 3:04    |  |
| 5.             | "You're Insane"            | 3:34    |  |
| 6.             | "Chemical Love"            | 3:29    |  |
| 7.             | "Picture Perfect"          | 3:51    |  |
| 8.             | "Risk it All"              | 4:00    |  |
| 9.             | "Desire"                   | 2:45    |  |
| 10.            | "One For the Money"        | 3:19    |  |
| 11.            | "Fire It Up"               | 3:53    |  |
| Duração total: | Duração total:             | 39:36   |  |

| Edição de luxo |                   |         |  |
| N.º            | Título            | Duração |  |
| 12.            | "I Alone"         | 3:53    |  |
| 13.            | "Father, Brother" | 2:47    |  |

| Edição de luxo Itunes |                         |         |  |
| N.º                   | Título                  | Duração |  |
| 12.                   | "I Alone"               | 3:42    |  |
| 13.                   | "Father, Brother"       | 2:47    |  |
| 14.                   | "Losing Control"        | 3:53    |  |
| 15.                   | "Ungrateful" (Vídeo)    | 5:24    |  |
| 16.                   | "You're Insane" (Vídeo) | 3:48    |  |
| Duração total:        | Duração total:          | 59:10   |  |

| Edição de luxo bônus DVD |                                               |         |  |
| N.º                      | Título                                        | Duração |  |
| 1.                       | "Escape the Fate: Live from the Roxy" (Vídeo) |         |  |
| 2.                       | "Ungrateful" (Vídeo)                          | 5:24    |  |
| 3.                       | "You're Insane" (Vídeo)                       | 3:48    |  |

## Créditos

### Músicos
Escape the Fate
- Craig Mabbitt - vocal
- Monte Money - guitarra principal, teclados, vocal de apoio
- Michael Money - guitarra base
- TJ Bell - baixo, vocal de apoio
- Robert Ortiz - bateria, percussão

Músicos adicionais
- Patrick Stump - Composição em "Picture Perfect"

### Produção
- John Feldmann - produtor executivo